# Vedgetingar
Vedgetingar (Symmorphus) är ett släkte av steklar som beskrevs av Wesmael 1836. Enligt Catalogue of Life ingår vedgetingar i familjen Eumenidae, men enligt Dyntaxa är tillhörigheten istället familjen getingar.

## Bildgalleri

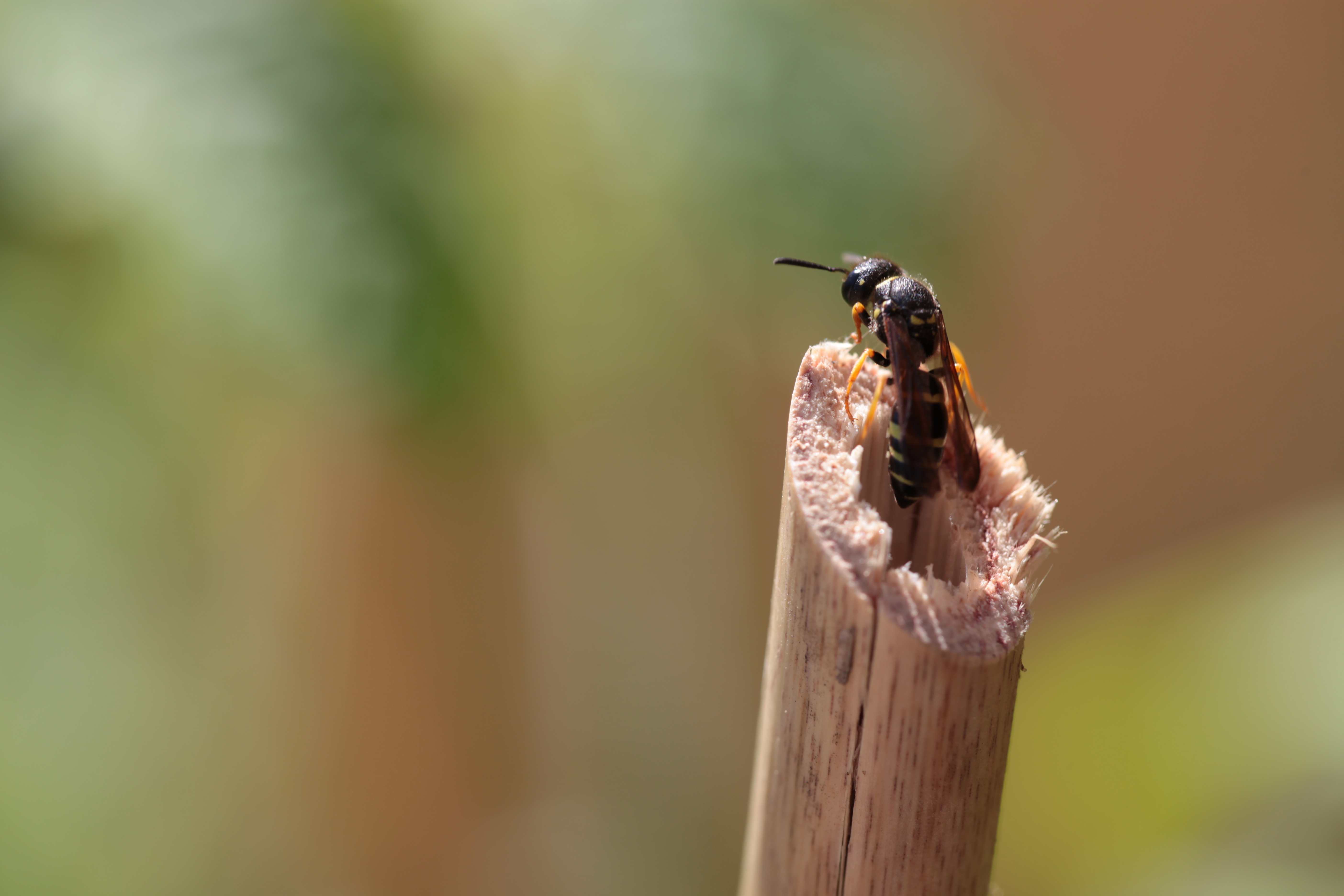
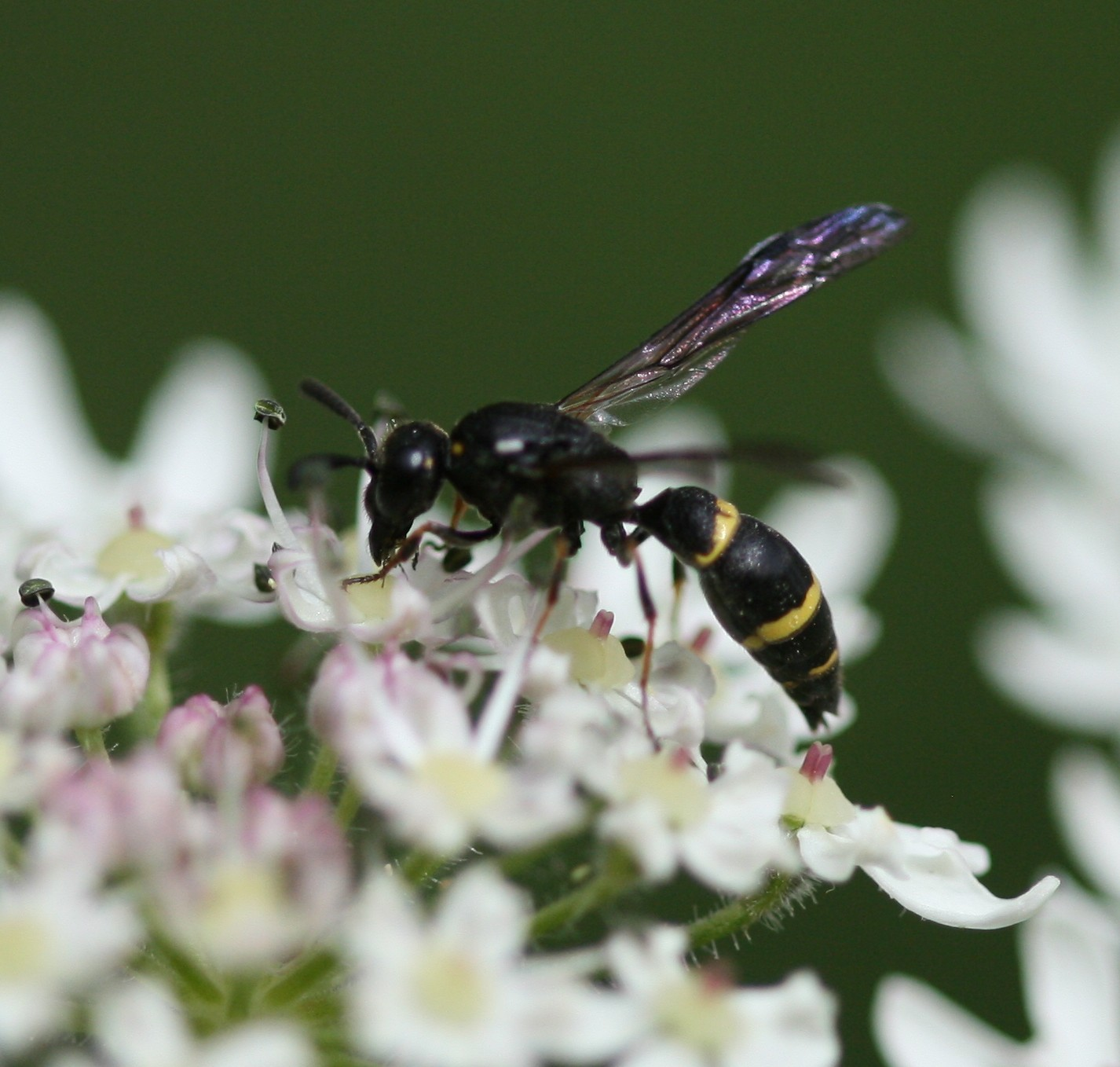
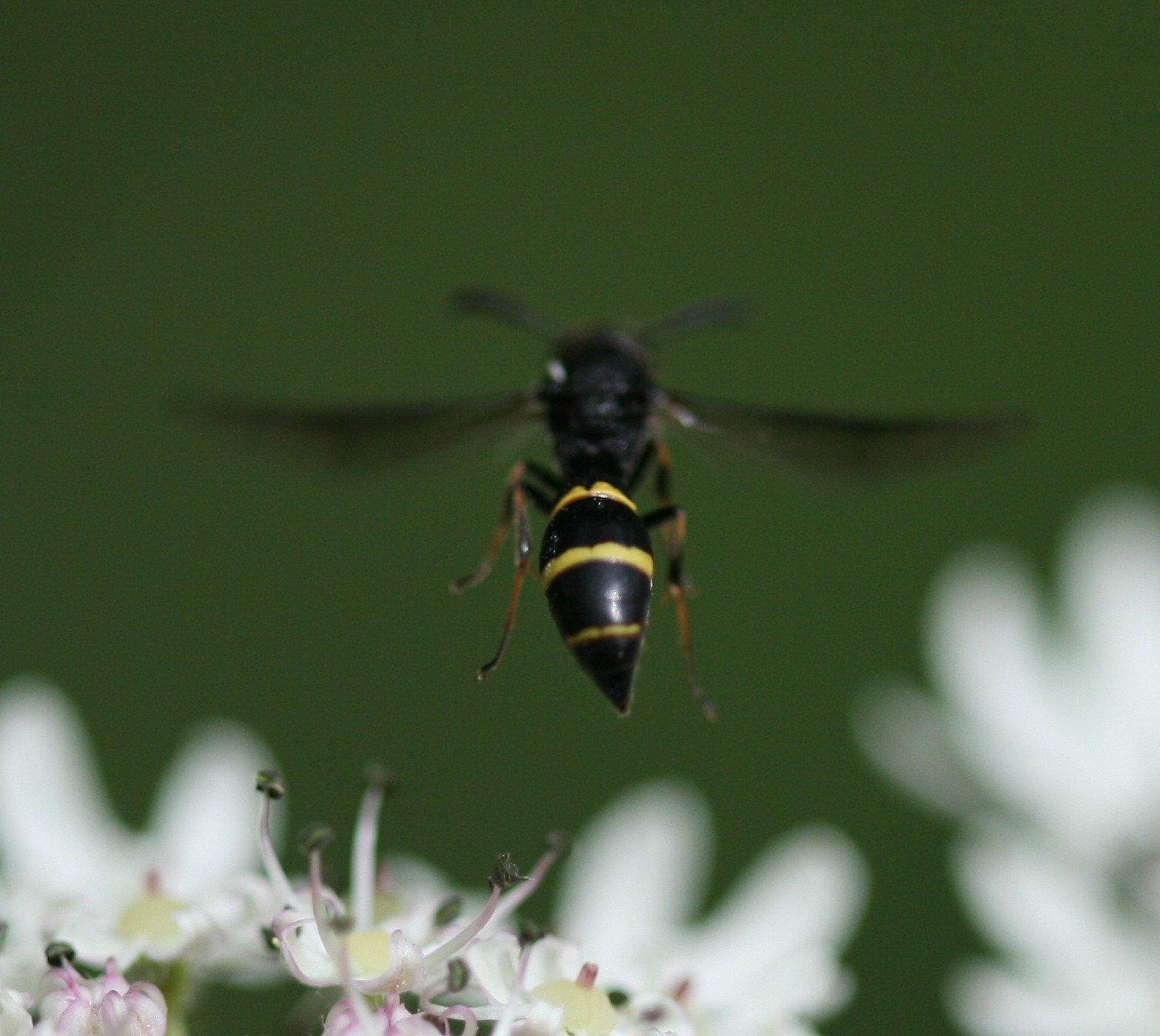

## Dottertaxa till vedgetingar, i alfabetisk ordning[1][2]
- Symmorphus albomarginatus
- Symmorphus alkimus
- Symmorphus allobrogus
- Symmorphus ambotretus
- Symmorphus angustatus
- Symmorphus apiciornatus
- Symmorphus aurantiopictus
- Symmorphus bifasciatus
- Symmorphus canadensis
- Symmorphus canlaonicus
- Symmorphus captivus
- Symmorphus carinatus
- Symmorphus cliens
- Symmorphus connexus
- Symmorphus crassicornis
- Symmorphus cristatus
- Symmorphus debilitatus
- Symmorphus decens
- Symmorphus declivis
- Symmorphus foveolatus
- Symmorphus fuscipes
- Symmorphus glasunowi
- Symmorphus gracilis
- Symmorphus hoozanensis
- Symmorphus iwatai
- Symmorphus lucens
- Symmorphus mizuhonis
- Symmorphus momunganensis
- Symmorphus murarius
- Symmorphus negrosensis
- Symmorphus nipteroides
- Symmorphus ornatus
- Symmorphus paralleliventris
- Symmorphus parvilineatus
- Symmorphus projectus
- Symmorphus sichuanensis
- Symmorphus sublaevis
- Symmorphus tsushimanus
- Symmorphus tukvarensis
- Symmorphus violaceipennis
- Symmorphus yananensis
- Symmorphus yunnanensis